# 吳籛孫
吳籛孫（?—?）号彭秋，河南固始人。清朝及中華民國政治人物。

## 生平
1901年，袁世凯在保定创设军政司，下设兵备处（总办刘永庆）、参谋处（总办段祺瑞）、教练处（总办冯国璋），以上三处总办均为奏派。此外还设营务处、粮饷局、军械局、军医局，其中营务处总办初由陈光远担任，后改为吳籛孫。
后来，吳籛孫为直隶省三品衔补用道。光绪三十年（1904年）袁世凱上《奏報甄別直隸省補用道吳籛孫事》摺片，吳籛孫乃获甄别。后来，他曾出任天津巡警督办。
1917年张勋复辟期间，他被任命为民政部左丞。

## 家庭
- 吳籛孫、吳笈孫为兄弟